# Stanisław Tondos

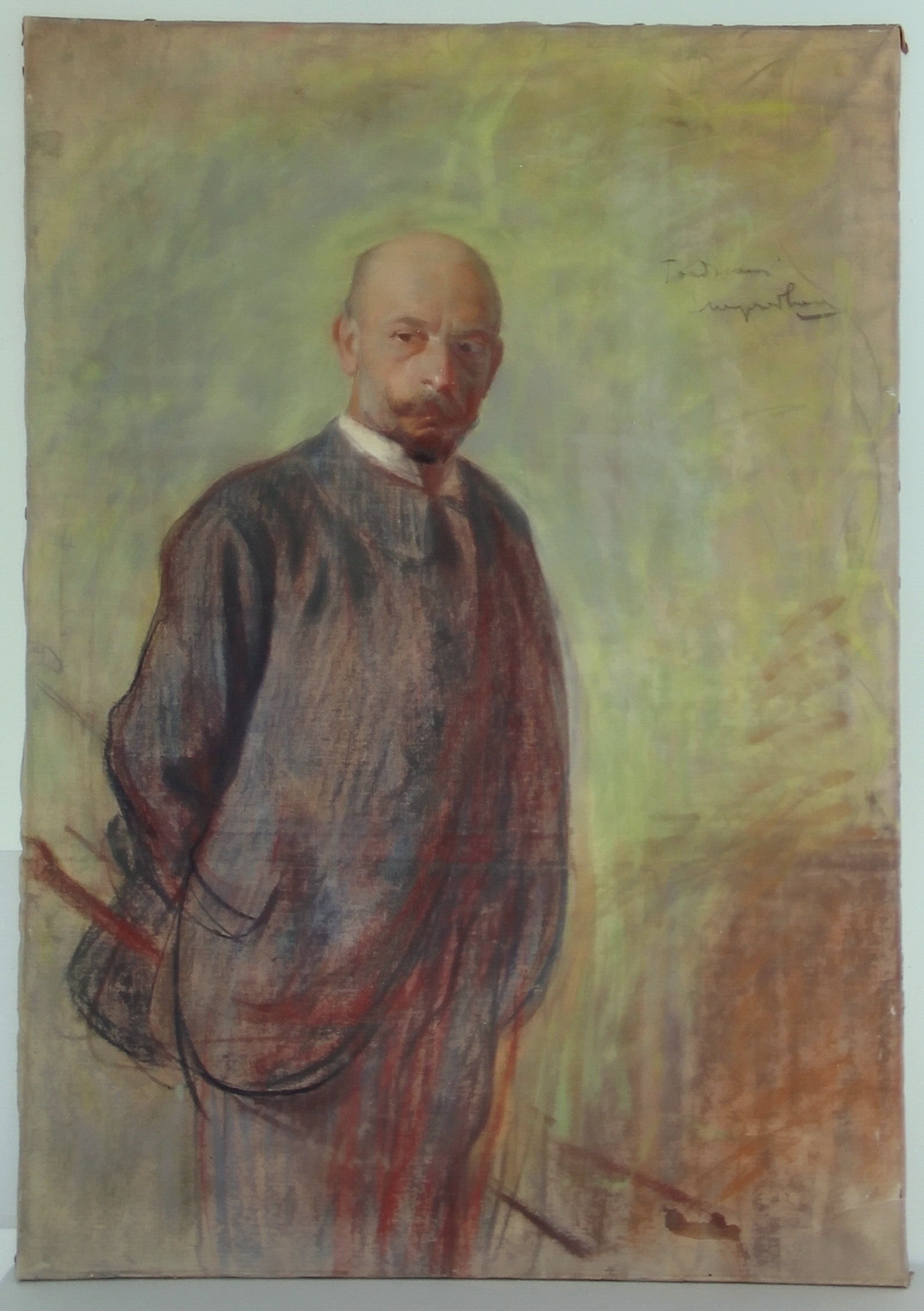
Stanisław Tondos

Stanisław Tondos (* 1854 in Krakau; † 1917 ebenda) war ein polnischer Maler.
Tondos studierte 1869–1875 an der Akademie der schönen Künste in Krakau unter anderem bei Władysław Łuszczkiewicz und Jan Matejko. Anschließend setzte er sein Studium in Wien und München u. a. bei Otto Seitz fort. Seine bevorzugte Maltechnik war Aquarell, seine Werke stellen hauptsächlich Krakauer Stadtlandschaften dar. Derzeit sind seine Arbeiten unter anderem auf dem Wawel zu sehen. Sie dienten dank ihrer Detailtreue auch den Restauratoren bei der Wiederherstellung historischer Denkmäler und Gebäude Krakaus.